# Emil von Marenzeller
Emil von Marenzeller, född 16 augusti 1845 i Wien, död där 6 december 1918, var en österrikisk zoolog.
Von Marenzeller studerade 1863-1868 medicin vid Wiens universitet. Där han disputerade år 1868 för Medicine doktor. Från 1869 var han assistent till zoologen Ludwig Schmarda. 
År 1873 började han arbeta som assistent i „Hof-Naturalien-Cabinet”, (föregångaren till „Naturhistorisches Museum Wien”). Sedan år 1876 var han dess  Custos. Von Marenzeller fungerade fram till sin pensionering som chef  för insamling av de lägre djuren. 
Marenzeller var hedersuppdrag föreläsare och docent vid Wiens Tekniska Universitet sedan år 1896.
Invald 1892 som en motsvarande medlem av Kaiserliche Akademie der Wissenschaften  (kejserliga vetenskapsakademin), han var också en medlem av ”Zoologisch-Botanische Gesellschaft” (Zoologiska och Botaniska Föreningen), och dess sekreterare från 1873 till 1881. År 1896 valdes han till vice ordförande och hedersmedlem.